# ゴールデン☆ベスト 大貫妙子 〜RCA Years 1978-1984
『ゴールデン☆ベスト 大貫妙子 〜RCA Years 1978-1984』（ゴールデン・ベスト おおぬきたえこ アールシーエー・イヤーズ 1978-1984）は、2005年4月20日に発売された大貫妙子のベスト・アルバム。発売元はRCA/BMG JAPAN。

## 概要
各レコード会社から発売されている廉価盤ベスト・アルバムシリーズ「ゴールデン☆ベスト」の大貫妙子編となる1枚で、タイトル通り、大貫がRCAに所属していた1979年から1983年の間に発表された楽曲の中から選曲されたベスト盤。「黒のクレール」「ピーターラビットとわたし」「夏に恋する女たち」「メトロポリタン美術館」といった代表曲のほか、アルバム『MIGNONNE』から『SIGNIFIE』までのアルバムからの選曲や、A面曲でありながら他のベスト盤に収録されることは稀である「じゃじゃ馬娘」も収録された。
全曲大貫自身による作詞作曲である。

## 収録曲

### CD
| 全作詞・作曲: 大貫妙子。 |                              |          |            |                                   |
| #                        | タイトル                     | 作詞     | 作曲・編曲 | 編曲                              |
| 1.                       | 「夏に恋する女たち」         | 大貫妙子 | 大貫妙子   | 坂本龍一                          |
| 2.                       | 「海と少年」                 | 大貫妙子 | 大貫妙子   | 坂本龍一                          |
| 3.                       | 「ピーターラビットとわたし」 | 大貫妙子 | 大貫妙子   | 坂本龍一                          |
| 4.                       | 「黒のクレール」             | 大貫妙子 | 大貫妙子   | 坂本龍一                          |
| 5.                       | 「RECIPE〈調理法〉」         | 大貫妙子 | 大貫妙子   | 坂本龍一                          |
| 6.                       | 「新しいシャツ」             | 大貫妙子 | 大貫妙子   | 坂本龍一                          |
| 7.                       | 「恋人達の明日」             | 大貫妙子 | 大貫妙子   | 坂本龍一 / コーラス編曲：山下達郎 |
| 8.                       | 「じゃじゃ馬娘」             | 大貫妙子 | 大貫妙子   | 瀬尾一三                          |
| 9.                       | 「雨の夜明け」               | 大貫妙子 | 大貫妙子   | 坂本龍一                          |
| 10.                      | 「色彩都市」                 | 大貫妙子 | 大貫妙子   | 坂本龍一                          |
| 11.                      | 「CARNAVAL」                 | 大貫妙子 | 大貫妙子   | 坂本龍一                          |
| 12.                      | 「グランプリ」               | 大貫妙子 | 大貫妙子   | 前田憲男                          |
| 13.                      | 「横顔」                     | 大貫妙子 | 大貫妙子   | 瀬尾一三                          |
| 14.                      | 「夏色の服」                 | 大貫妙子 | 大貫妙子   | ジャン・ミュジー                  |
| 15.                      | 「若き日の望楼」             | 大貫妙子 | 大貫妙子   | 坂本龍一                          |
| 16.                      | 「宇宙みつけた」             | 大貫妙子 | 大貫妙子   | 坂本龍一                          |
| 17.                      | 「メトロポリタン美術館」     | 大貫妙子 | 大貫妙子   | 清水信之                          |
| 18.                      | 「風の道」                   | 大貫妙子 | 大貫妙子   | ジャン・ミュジー                  |
| 19.                      | 「突然の贈りもの」           | 大貫妙子 | 大貫妙子   | 坂本龍一                          |